# Watxis
Els watxis (o gbe, wacis) són els membres d'un grup ètnic que parlen la llengua gbe, waci i que viuen al sud-est de Togo, a la regió Marítima i al sud-oest de Benín, al departament de Mono. Els watxis són membres del grup d'ètnies guineanes; el seu codi ètnic és NAB59e i el seu ID és 15813.

## Watxis a Togo
Segons l'ethnologue el 1991 hi havia 366.000 watxis a Togo. Segons el joshuaproject n'hi ha 740.000.

### Situació i pobles veïns
El territori watxi de Togo està situat a la meitat occidental de la regió Marítima, a les prefectures de Yoto, Vo, Baix Mono i dels Llacs. La majoria viuen a les ciutats de Vogan, Tabligbo i Attitogon.
Al sud són fronterers amb els gen i els xwles occidentals. A l'oest, a banda de limitar amb l'estat de Benín, són veïns del territori aja, amb els quals limiten també pel nord. A l'est i al nord-oest limiten amb els parlants de llengües gurs, els lama i els kabiyès, a banda dels ewes, que parlen una llengua gbe.

### Religió
La majoria dels watxis de Togo creuen en religions africanes tradicionals (55%), el 25% són cristians i el 20% són islàmics. El 60% dels cristians són catòlics, el 25% són protestants i el 15% pertanyen a esglésies cristianes independents. Segons el joshuaproject, el 5% dels cristians són seguidors del moviment evangèlic.

## Watxis a Benín
Segons l'ethnologue el 1993 hi havia 110.000 watxis a Benín. Segons el joshuaproject, n'hi ha 62.000.

### Situació i pobles veïns
Els watxis de Benín viuen principalment al municipi de Comè, a més de als municipis d'Athiémé i de Grand-Popo, al departament de Mono.
A Benín hi ha dos territoris watxis: el primer, molt petit, és situat a l'extrem més occidental del departament de Mono, al municipi d'Athiémé. Aquest fa frontera amb Togo, a l'oest i al sud i amb els territori dels kotafons, al nord i a l'est. El segon és més extens i està situat al sud-oest del llac Ahémé. Aquest territori és fronterer amb Togo a l'oest; amb el territori dels kotafons i dels xwles occidentals al sud; amb el dels xweles, a l'est; amb el territori dels saxwes, al nord-est i amb aja al nord.

### Religió
La gran majoria dels watxis de Benín (el 98%) creuen en religions tradicionals africanes i només el 2% es consideren cristians. De la minoria cristiana, el 55% són catòlics, el 35% són protestants, el 9% pertanyen a esglésies cristianes independents i només l'1% pertanyen a altres esglésies. Segons el joshuaproject només l'1,5% dels cristians són evangelistes.